# Joseph Girard
Joseph Girard (Carouge, 9 ottobre 1815 – Nyon, 25 giugno 1890) è stato un politico, avvocato e giudice svizzero.

## Biografia
Figlio di Jacques Girard, commerciante, e di Joséphine Moulin. Dal 1835 al 1839 studiò diritto a Ginevra, conseguendo il dottorato nel 1840, ed esercitò la professione di avvocato. Fu deputato radicale al Consiglio nazionale dal 1848 al 1851, e al Consiglio degli Stati dal 1853 al 1854.
Avversario di James Fazy, a livello cantonale fu deputato al Gran Consiglio del canton Ginevra dal 1850 al 1854 e dal 1856 al 1860, nonché Consigliere di Stato dal 1851 al 1853, a capo del Dipartimento di giustizia e polizia. In seguito fu giudice presso la Corte di cassazione nel 1853 e giudice d'istruzione dal 1856 al 1873. Celibe per tutta la vita, designò la città di Carouge quale sua erede universale.